# Bloody Tears
Bloody Tears är ett soundtrack till datorspelsserien Castlevania, populariserat även utanför spel-sfären. Komponerad av Kenichi Matsubara så består instrumentalen av en återkommande pianoslinga i moll. Musiken har även använts som beat till hiphopgruppen Army of the Pharaohs (med rapparna Planetary, Doap Nixon, Demoz och Vinnie Paz) låt med just namnet Bloody Tears från skivan Ritual of Battle från 2007.